# Гончаров Іван Олександрович
Іван Олександрович Гончаров (нар. 6 (18) червня 1812, Симбірськ, нині Ульяновськ — 15 (27) вересня 1891, Санкт-Петербург) — російський письменник, член-кореспондент Імператорської Академії наук по Розряду Російської мови і словесності (1860).

## Дитинство

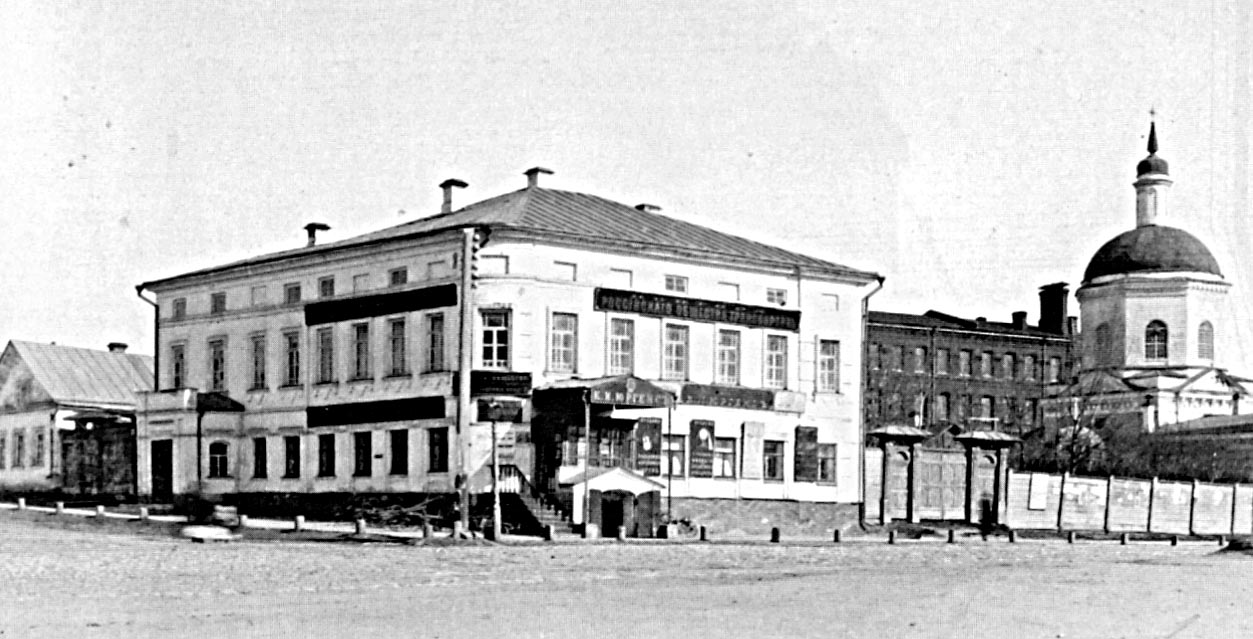
Будинок Гончарових. Симбірськ 1890 р.

Іван Гончаров народився 6 (18) червня 1812 в Симбірську. Його батько, Олександр Іванович (1754—1819), і мати — Авдотья Матвіївна (1785—1851) (до шлюбу Шахторіна) належали до купецького стану. У великому кам'яному будинку Гончарових, розташованому в самому центрі міста, з великим двором, садом, численними будівлями проходило дитинство майбутнього письменника. Згадуючи в похилому віці дитинство і рідну домівку, Гончаров писав в автобіографічному нарисі «На батьківщині»:
|  | «Комори, льохи, льодовики переповнені були запасами борошна, різного пшона і всілякої провізії для продовольства нашого і великої челяді. Словом, цілий маєток, село». |

Багато чого з того, що Гончаров дізнався і побачив у цьому «селі», стало ніби початковим імпульсом у пізнанні помісного, панського побуту дореформеної Росії, який так яскраво й правдиво зображено в його творах «Звичайна історія», «Обломов» та «Обрив».
Коли Гончарову було сім років, помер його батько. У подальшій долі та духовному розвитку письменника важливу роль відіграв його хрещений батько, відставний моряк, Микола Миколайович Трегубов. Він відрізнявся широтою поглядів і критично ставився до деяких явищ сучасного життя. «Добрий моряк» — так вдячно називав Гончаров свого вихователя, який фактично замінив йому рідного батька. Письменник згадував:
 Мати наша, вдячна йому за важку частину взятих на себе турбот про наше виховання, взяла на себе всі турботи про його життя-буття, про господарство. Його челядь, кухарі, кучера злилися з нашою челяддю, під її управлінням — і ми жили одним спільним двором. Уся матеріальна частина впала на долю матері, відмінної, досвідченої, суворої господині. Інтелектуальні турботи дісталися йому. 

## Освіта

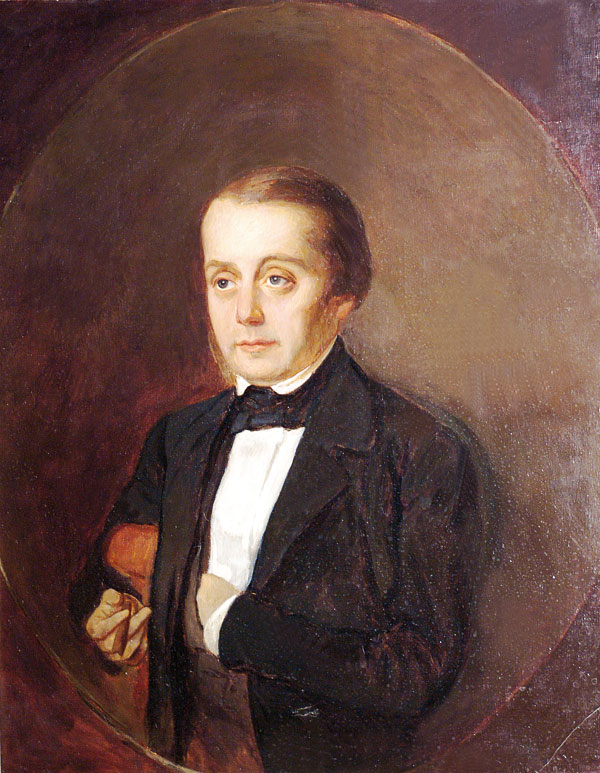
Гончаров в юності

Початкову освіту Гончаров здобув удома, під керівництвом Трегубова, потім у приватному пансіонаті. У десять років його відправили до Москви для навчання в комерційному училищі. Вибір навчального закладу був зроблений за наполяганням матері.
Вісім років провів Гончаров в училищі. Ці роки були для нього важкими й малоцікавими. Духовний та моральний розвиток Гончарова йшов своїм шляхом. Він багато читав. Його справжнім наставником стала вітчизняна література. Гончаров згадував:
 Першим прямим учителем у розвитку гуманітета, взагалі в моральній сфері, був Карамзін, а в справі поезії мені й моїм одноліткам, 15–16-річним юнакам, доводилося вдовольнятися Державіним, Дмитрієвим, Озеровим, навіть Херасковим, якого в школі видавали за поета. 
Великим одкровенням для Гончарова і його товаришів став Пушкін із його «Євгенієм Онєгіним», що виходив у світ окремими розділами. Він розповідав:
 Боже мій! Яке світло, яка чарівна даль відкрилися раптом, і які правди, і поезії, і взагалі життя, притому сучасного, зрозумілого, — ринули з цього джерела, і з яким блиском, в яких звуках! 
Це майже молитовне благоговіння перед ім'ям Пушкіна Гончаров зберіг на все життя.
Тим часом навчатися в училищі стало зовсім несила. Гончарову вдалося переконати в цьому матір, і та написала прохання про виключення його зі списку пансіонерів. Гончарову вже минуло вісімнадцять. Настав час задуматися про майбутнє. Ще в дитинстві виникла пристрасть до творчості, інтерес до гуманітарних наук, особливо до художньої словесності, — все це зміцнило в ньому думку завершити свою освіту на словесному факультеті Московського університету. Через рік, у серпні 1831 року, після успішної здачі іспитів він став студентом цього навчального закладу.
Три роки, проведені в Московському університеті, стали важливою віхою в біографії Гончарова. Це була пора напружених роздумів — про життя, про людей, про себе. Одночасно з Гончаровим в університеті навчалися Бєлінський, Герцен, Огарьов, Станкевич, Лєрмонтов, Тургенєв, Аксаков та багато інших талановитих молодих людей, які згодом залишили слід в історії російської літератури.

## Життя після університету

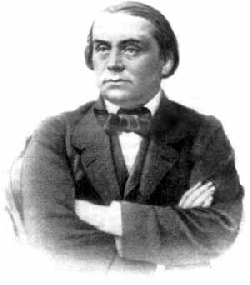
Гончаров у молодості

Закінчивши влітку 1834 року університет, Гончаров відчув себе, за власним визнанням, «вільним громадянином», перед яким відкриті всі шляхи в житті. Насамперед Іван вирішив відвідати свої рідні краї, де на нього чекали мати, сестри, Трегубов. Симбірськ, в якому з дитинства все було таким знайомим, вразив подорослішалого Гончарова передусім тим, що геть не змінився. Усе нагадувало тут величезне сонне село. Саме таким знав Гончаров своє рідне місто в дитинстві, а потім і в юнацькі роки.
Ще до закінчення університету Гончаров вирішив не повертатися на постійне життя до Симбірська. Його вабила перспектива напруженого духовного життя в столицях (Москва, Санкт-Петербург), спілкування з цікавими людьми. Але була ще одна, таємна мрія, пов'язана з його давнім захопленням творчістю. Він вирішив обов'язково виїхати з дрімотного, нудного Симбірська. Але не виїхав. Симбірський губернатор наполегливо просив Гончарова обійняти посаду його секретаря. Після роздумів і коливань Гончаров прийняв цю пропозицію, а справа виявилася нудною і невдячною. Однак ці живі враження від механізму бюрократичної системи згодом стали у пригоді Гончарову-письменнику. Після одинадцяти місяців перебування в Симбірську він поїхав до Санкт-Петербурга. Гончаров вирішив власними руками, без чиєї-небудь допомоги, будувати майбутнє. Після приїзду в столицю він пішов працювати в департамент зовнішньої торгівлі міністерства фінансів, де йому запропонували посаду перекладача іноземного листування. Служба виявилася не надто обтяжливою. Вона певною мірою матеріально забезпечувала Гончарова і залишала час для самостійних літературних занять і читання.
У Петербурзі Гончаров зблизився з родиною Майкова. У цю сім'ю він увійшов як вчитель двох старших синів Миколи Аполлоновича Майкова —- Аполлона та Валеріана, яким викладав латинську мову і російську словесність. Їхній дім був цікавим культурним осередком Петербурга. Майже щодня там збиралися відомі письменники, музиканти, живописці. Пізніше Гончаров відмітив:
 Дім Майкова кипів життям, людьми, які приносили сюди невичерпний зміст зі сфери думки, науки, мистецтва. 

## Початок творчості

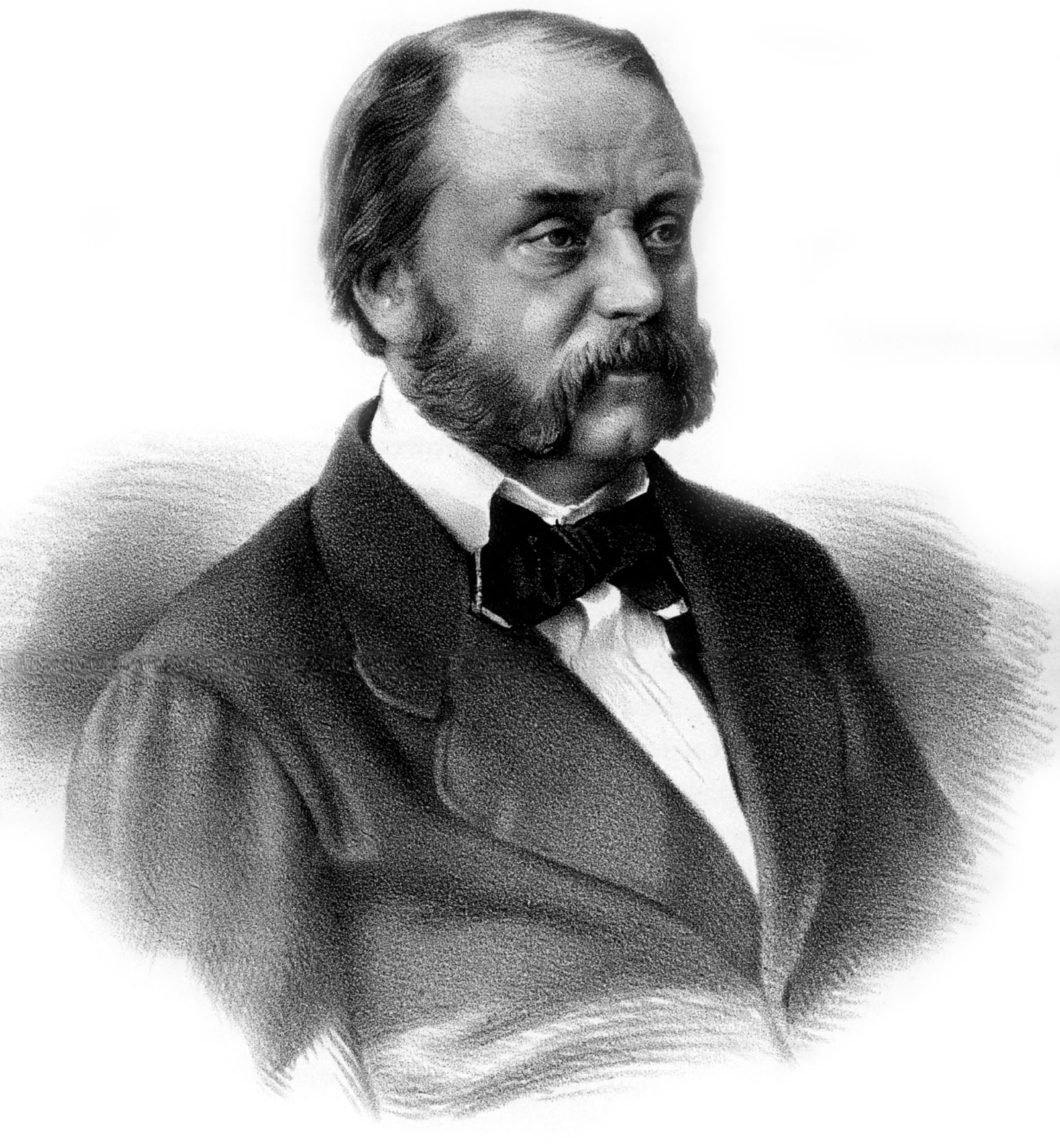
Гончаров

Поступово почалася серйозна творчість письменника. Вона формувалася під впливом тих настроїв, які спонукали молодого автора дедалі іронічніше ставитися до романтичного культу мистецтва, що панував у будинку Майкова. 1840-і роки — початок розквіту творчості Гончарова. Це була важлива пора в розвитку російської літератури, як і в житті російського суспільства загалом. Гончаров познайомився з Бєлінським, часто бував у нього на Невському проспекті, в домі Літераторів. Тут 1846 року Гончаров читав критику до свого роману Звичайна історія. Спілкування з великим критиком мало важливе значення для духовного становлення молодого письменника. Гончаров і сам засвідчив в одному з листів, яку роль для нього відіграв Бєлінський:
Тільки коли Бєлінський регулював увесь вчорашній хаос смаків, естетичних та інших понять та ін., тоді й погляд на цих героїв пера (Лєрмонтова та Гоголя) став чіткішим і суворішим. З'явилася свідома критика … 
У своїх «Замітках про особу Бєлінського» Гончаров із симпатією і вдячністю розповів про свої зустрічі з критиком і про його роль як «публіциста, естетичного критика і трибуна, провісника нових прийдешніх початків суспільного життя». Навесні 1847 року на сторінках «Современника» було опубліковано «Звичайну історію». У романі конфлікт між «реалізмом» і «романтизмом» постав суттєвою колізією російського життя. Гончаров назвав свій роман «Звичайна історія», підкресливши таким чином типовість процесів, відображених у творі.

## Подорож на фрегаті «Паллада»
У середині XIX ст. почалося суперництво за вплив в Азіатсько-Тихоокеанському регіоні Російської імперії та Сполучених Штатів Америки (які в ту пору прийнято було називати в Росії Північно-Американськими Сполученими Штатами, скорочено — САСШ). Головним об'єктом російсько-американського суперництва стала Японія, яка з 1639 року була закрита для іноземців. Прибуття іноземця на японську землю каралося стратою, і лише для китайських і голландських кораблів з 1641 року було зроблено невеликий виняток — їм дозволялося заходити для торгівлі в порт Нагасакі. І Росії, і Америці дуже хотілося залучити Японію як ринок збуту для своїх товарів, і вони майже одночасно направили свої військово-морські ескадри, щоб змусити японців відкрити країну для заходу відповідно російських і американських торгових кораблів. Російською ескадрою командував віце-адмірал Євфимій Васильович Путятін, американської — комодор Метью Перрі. Російська експедиція була споряджена не тільки для встановлення політичних і торговельних відносин з Японією, але й для інспекції російських володінь у Північній Америці — на Алясці.
Обидві експедиції були успішними — японці підписали і зі Сполученими Штатами Америки (1854 рік), і з Росією (1855 рік) торгові угоди, але це було досягнуто різними засобами. Комодор Перрі, який прибув до Японії 1853 року зі своєю ескадрою для демонстрації військової могутності Америки, попросту залякав японців, погрожуючи розстріляти з гармат їхню столицю — місто Едо (тепер — м. Токіо). Адмірал Путятін 10 серпня 1853 прибув у порт Нагасакі для проведення мирних переговорів, жодних прямих погроз не висловлював і домігся для Росії позитивних результатів, а в 1855 році, через 2 роки, закріпив налагоджені відносини договором.
У жовтні 1852 року Іван Гончаров, який служив перекладачем у департаменті зовнішньої торгівлі міністерства фінансів, був призначений секретарем адмірала Путятіна. З перших днів подорожі Гончаров вів подорожній журнал (матеріали якого лягли в основу майбутньої книги «Фрегат „Паллада“»). Експедиція тривала майже два з половиною роки. Гончаров побував в Англії, Південній Африці, Індонезії, Японії, Китаї, на Філіппінах, на безлічі невеликих островів і архіпелагів Атлантичного, Індійського і Тихого океанів. Висадившись на березі Охотського моря, Гончаров проїхав сухим шляхом через усю Росію і повернувся до Петербурга 13 лютого 1855 року.
Вже у квітневій книзі «Вітчизняних записок» за 1855 рік з'явився перший нарис про подорож. Наступні фрагменти публікувалися в «Морському збірнику» і в різних журналах протягом трьох років, а в 1858 році твір вийшов окремим виданням. Цикл подорожніх нарисів «Фрегат „Паллада“» (1855–1857) — своєрідний «щоденник письменника». Книга одразу стала великою літературною подією, вразивши читачів багатством і різноманітністю фактичного матеріалу і своїми літературними чеснотами. Книга була сприйнята як вихід письменника у великий і погано знайомий російському читачеві світ, побачений допитливим спостерігачем і описаний гострим, талановитим пером. Для Росії XIX століття така книга була майже безпрецедентною.
Ю. М. Лотман в одній з останніх своїх статей, звертаючись до цього твору, писав: 
 Гончаров не просто об'єктивно зображує простір, який перетинає фрегатом, здійснюючи навколосвітню подорож із Петербурга до Владивостока, — він декларував, що інтерес до різноманітності культур, відкритість «чужому» є реальною специфікою російської свідомості. При цьому враження оповідача, який спостерігає чужий для нього світ, перетинається з враженнями інших людей — наприклад, матросів. Отже, простір, в який нас уводить автор, з одного боку, змінюється в міру того, як «Паллада» виконує свій морський шлях, і водночас увесь час дається в перетині точок зору різних його спостерігачів. Так, Гончаров стверджує, що матрос, який перетинає на кораблі майже всю земну кулю, перебуває в «незмінному», малому просторі палуби або каюти і в незмінному оточенні не тільки тих самих моряків, а й навіть тієї самої корабельної собачки … Простір корабля на глобусі культури ніби уособлює собою Росію з подвійним поділом: на світ матросів і морських офіцерів. Цей простір переміщається зі світу західного в світ східний, в обох випадках зберігаючи і свою специфіку, і здатність розуміти зовнішній простір, не відгороджуючись від нього. У цей простір включено ще й мандрівника, який ніби об'єднує всі простори — бо він внутрішньо ототожнений із будь-яким із них. Він ніби дає вищу точку зору культури. Специфіка тексту Гончарова полягає в тому, що крізь рухливість географічних точок зору просвічує сталість авторської позиції. Моряк-мандрівник одночасно перебуває в «своєму» світі корабля і в «чужому» світі географічного простору. Відповідно він постійно змінює своє положення щодо внутрішнього простору корабля. Отже, простір задано одночасно в двох протилежних аспектах … 
 Основний сенс просторової моделі «Фрегата Паллади» — у поваленні романтичної екзотики. Руйнування штампів в антитезі далеке / близьке, чуже / своє, екзотичне / побутове створює образ загального спільного руху всіх культурних просторів Землі від неуцтва до цивілізації. Звідси екзотика часто обертається некультурністю, а цивілізація — жорстокою безсердечністю. Ці протиставлення, на думку Гончарова, мають бути зняті єдиною моделлю, в якій динаміка і прогрес позитивно протистоять статиці. Антитеза романтичного Сходу і «позбавленої поезії» цивілізації, багато разів повторювана в літературі до Гончарова, замінюється протиставленням застою та розвитку. 

## Служба цензором
Після подорожі Гончаров повернувся в департамент міністерства фінансів, але залишався тут недовго. Незабаром йому вдалося отримати місце цензора. Посада ця була клопітка і важка, але перевага її перед колишньою службою полягала в тому, що вона принаймні була безпосередньо пов'язана з літературою. Однак в очах багатьох нова посада ставила Гончарова у двозначне становище. Уявлення про цензора як про тупого й жорстокого гонителя вільної думки глибоко вкоренилося в прогресивних шарах суспільства. Вже у Пушкіна в «Посланні до цензора» читаємо:
 О варвар! Хто з нас, власників російської ліри, / / Не проклинав твоєї згубної сокири? 
Незабаром і сам Гончаров став перейматися посадою цензора і на початку 1860 року вийшов у відставку. Крім усього іншого, важка і клопітка служба заважала власним літературним заняттям письменника. До того часу Гончаров уже опублікував роман «Обломов».

## Розквіт творчості
1859 року в Росії вперше прозвучало слово «обломовщина». Через долю головного героя свого нового роману Гончаров показав соціальне явище. Однак багато хто побачив в образі Обломова ще й філософське осмислення російського національного характеру, а також вказівку на можливість особливого морального шляху, що протистоїть суєті всепоглинаючого «прогресу». Гончаров здійснив художнє відкриття. Він створив твір величезної узагальнюючої сили.
Вихід у світ «Обломова» і величезний успіх його у читачів принесли Гончарову славу одного з найвидатніших російських письменників. Він почав роботу над новим твором — романом «Обрив». Однак треба було ще й якось заробляти гроші: залишивши пост цензора, Гончаров жив «на вільних хлібах». У середині 1862 року його запросили на посаду редактора недавно заснованої газети «Північна пошта», що була органом міністерства внутрішніх справ. Гончаров працював тут близько року, а потім був призначений на посаду члена ради у справах друку. Знову почалася його цензорська діяльність, до того ж у нових політичних умовах вона придбала очевидно консервативний характер. Гончаров заподіяв багато неприємностей «Современнику» Некрасова і «Русскому слову», співробітником якого був Дмитро Писарев, Гончаров відкрито воював проти «нігілізма», писав про «жалюгідні й несамостійні доктрини матеріалізму, соціалізму і комунізму», тобто активно захищав урядові підвалини. Так тривало до кінця 1867-го, коли він за власним проханням вийшов у відставку, на пенсію.
Тепер можна було знову енергійно взятися за «Обрив». До того часу Гончаров списав уже багато паперу, а кінця роману все ще не бачив. Прийдешня старість дедалі більше лякала письменника і відвертала його від роботи. Гончаров одного разу сказав про «Обрив»: «Це дитя мого серця». Автор працював над ним цілих двадцять років. Часом, особливо до кінця роботи, він впадав в апатію, і йому здавалося, що не вистачить сил завершити цей монументальний твір. У 1868 році Гончаров писав Тургенєву:
Ви питаєте, чи пишу я: та ні, може бути, спробував би, якщо б не задався давно відомим Вам, незручним завданням, що, як жорно, висить у мене на шиї і заважає повороту. Та й яке писання тепер в мої літа. 
В іншому місці Гончаров зауважив, що, закінчивши третю частину «Обриву», «хотів залишити зовсім роман, не дописуючи». Проте дописав. Гончаров віддавав собі звіт у тому, твір якого масштабу і художнього значення він створює. Ціною величезних зусиль, долаючи фізичні й моральні недуги, він довів роман до кінця. «Обрив» завершив, таким чином, трилогію. Кожен із романів Гончарова відбив певний етап історичного розвитку Росії. Для першого з них типовий Олександр Адуев, для другого — Обломов, для третього — Райський. І всі ці образи стали складовими елементами однієї загальної цілісної картини згасаючої епохи кріпацтва.

## Останні роки життя

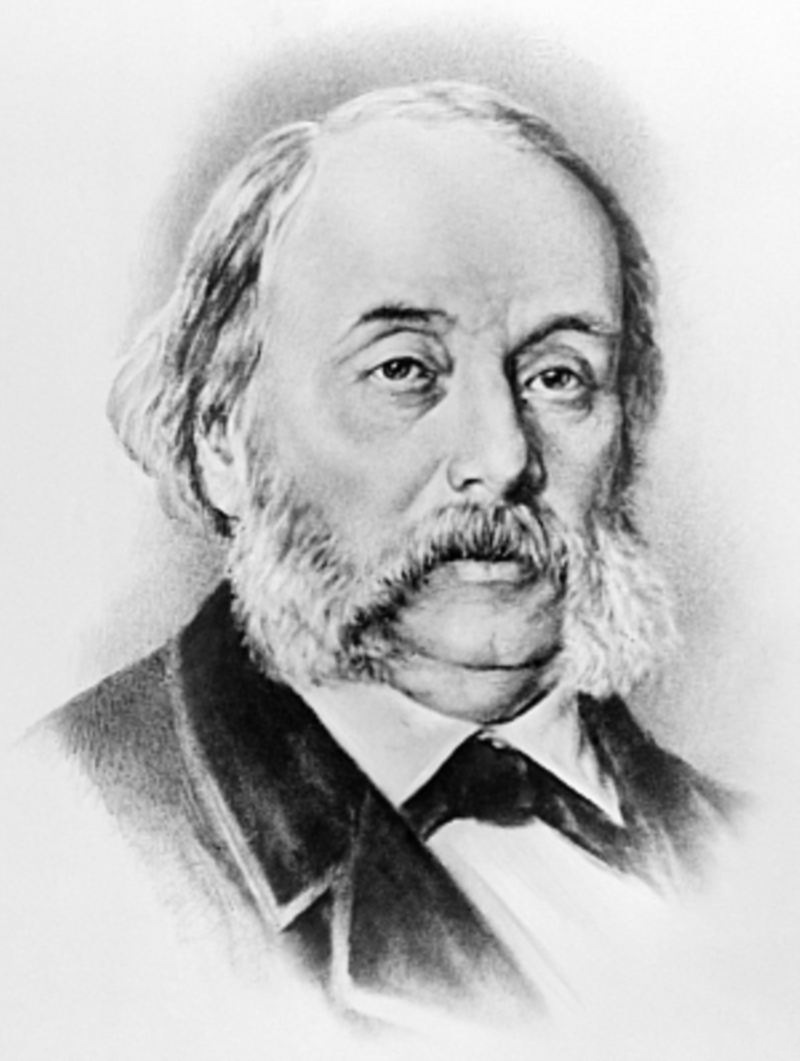
Гончаров

«Обрив» став останнім великим художнім твором Гончарова. Але після кінця роботи над твором життя його склалося дуже важко. Хворий, самотній, Гончаров часто піддавався душевній депресії. Деякий час мріялося йому навіть взятися за новий роман, «якщо старість не завадить», як писав він П. В. Анненкову. Але не приступив до нього. Він завжди писав повільно, натужно. Не раз скаржився, що не може швидко відгукуватися на події сучасного життя: вони мають ґрунтовно відстоятися у часі, і в його свідомості. Усі три романи Гончарова були присвячені зображенню дореформеної Росії, яку він добре знав і розумів. Ті процеси, які відбувалися в наступні роки, за власним визнанням письменника, він розумів гірше, і не вистачало у нього ні фізичних, ні моральних сил зануритися в їх вивчення.
Гончаров продовжував жити в атмосфері літературних інтересів, інтенсивно листуючись з одними письменниками, особисто спілкуючись з іншими, не залишаючи й творчої діяльності. Він пише кілька нарисів: «Літературний вечір», «Слуги старого століття», «Поїздка Волгою», «Східним Сибіром», «Травень місяць у Петербурзі». Деякі з них були опубліковані посмертно. Слід відзначити ще низку чудових виступів Гончарова в області критики. Так, наприклад, його етюди «Мільйон мук», «Нотатки про особу Бєлінського», «Краще пізно, ніж ніколи» давно й міцно увійшли в історію російської критики як класичні зразки літературно-естетичної думки.
Гончаров залишався в повній самоті й 12 (24) вересня 1891 року він застудився. Хвороба розвивалася стрімко, і в ніч на 15 вересня письменник помер від запалення легенів на вісімдесятому році життя. Іван Олександрович був похований на Новому Нікольському кладовищі Олександро-Невської лаври (у 1956-му перепоховано, прах письменника перенесли на Волкове кладовище). У некролозі, опублікованому на сторінках «Вісника Європи», зазначалося: «Подібно Тургенєву, Герцену, Островському, Салтикову, Гончаров завжди буде посідати одне з чільних місць у нашій літературі»

## Пам'ять
- В Ульяновську ім'ям Гончарова названа центральна вулиця міста, існує музей Гончарова [Архівовано 21 вересня 2011 у Wayback Machine.], пам'ятники, меморіальна альтанка.
- Вулиці, що носять ім'я І. Гончарова у містах: 
Росія: Ульяновськ, Брянськ, Калінінград, Магнітогорськ, Москва, Новоросійськ, Пенза, Саранськ, Тула, Чебоксари; 
Україна: Вінниця, Дніпро, Запоріжжя, Маріуполь, Миколаїв, Сімферополь, Хмельницький; 
Казахстан: Алмати

## Адреси в Санкт-Петербурзі
- 06.1837 — 10.1852 — прибутковий будинок Шамшева — Ливарний проспект, 52;
- Кінець 02.1855 — 1856 — будинок Кожевникова — Невський проспект, 51;
- 1857 — 15.09.1891 — будинок М. М. Устинова — Мохова вулиця, 3.

## Перші публікації найважливіших творів
- «Звичайна історія»: журнал «Современник», 1847 р., третя і четверта книги журналу (березень і квітень). Перше окреме видання — 1848
- «Обломов»: журнал «Вітчизняні записки», 1859 р., № 1-4.
- «Обрив»: журнал «Вісник Європи», 1869 р., № 1-5. Перше окреме видання — 1870